# Svartkronad sydhake
Svartkronad sydhake (Heteromyias armiti) är en fågelart i familjen sydhakar inom ordningen tättingar.

## Utseende och läte
Svartkronad sydhake är en medelstor tättitng. Den har brun rygg, ljusgrå undersida och svart huvud med ett brett vitt streck bakom och ovan ögat. Lätet består av en serie identiska toner som avges i oregelbunden rytm, likt morsesignaler.

## Utbredning och systematik
Fågeln förekommer på Nya Guinea och delas in i två underarter med följande utbredning:
- H. a. rothschildi – bergsområden på västcentrala till östcentrala Nya Guinea
- H. a. armiti – Herzogbergen och bergstrakter på sydöstra Nya Guinea

Tidigare behandlades den som en del av asksydhake (Heteromyias albispecularis), men urskiljs sedan 2016 som egen art av Birdlife International, IUCN och Handbook of Birds of the World, sedan 2021 även av tongivande International Ornithological Congress (IOC) och sedan 2023 av eBird/Clements

## Status och hot
Arten har ett stort utbredningsområde, men tros minska i antal, dock inte tillräckligt kraftigt för att den ska betraktas som hotad. Internationella naturvårdsunionen IUCN listar arten som livskraftig (LC).